# Bob Savenberg
Bob Jan Jozef Savenberg (Sint-Genesius-Rode, 29 november 1961) is een Belgisch zanger, drummer, muziekmanager en politicus.

## Biografie
In 1984 richtte Bob Savenberg met enkele vrienden een popgroep op met de naam Clouseau. Tijdens zijn werk voor de lokale radio Ro in Sint-Genesius-Rode imiteerde Savenberg namelijk vaak het typische accent van het personage inspecteur Clouseau, een typetje van de Britse komiek en acteur Peter Sellers uit de Pink Panther-filmserie. Dat leverde hem in de studio dan ook de bijnaam 'Clouseau' op, wat dus ook de naam van de groep werd waarin Savenberg drummer was. Vier jaar later kwamen daar de broers Koen en Kris Wauters bij en brak de groep aan het einde van de jaren tachtig door bij het grote publiek. In 1988 startte hij zijn eigen muziekmanagementbureau The Castle Company.
In 1991 schreef Savenberg met Stef Bos het nummer Breek de stilte. Het duet werd een nummer 1-hit in de Vlaamse Ultratop. Later werd het opnieuw opgenomen door de gelegenheidsformatie Artiesten voor Tsunami 12-12, ten voordele van de slachtoffers van de tsunami in Zuidoost-Azië op tweede kerstdag 2004. Daarnaast verzorgde hij de productie van het album Hartrock van Ingeborg uit 1995.
In 1996 verliet Bob Savenberg Clouseau. Hij ging even solo verder, waarna hij manager werd van de groep Vanda Vanda en zijn eigen boekingskantoor Stageplan begon. Dat boekingskantoor verkocht hij na vijf jaar (december 2008) aan Sony Music Live Entertainment Belgium. Dit om zich - naar eigen zeggen - beter te kunnen concentreren op zijn taken als manager van artiesten en televisiegezichten als Natalia, Katja Retsin en Staf Coppens. Ook presenteerde hij vanaf 1995 de Ultratop op TV1.
In 2010 werd hij aangesteld als algemeen manager van Starway Entertainment, een divisie van de Vlaamse Media Maatschappij (VMM) die zich bezighoudt met de begeleiding van artiest en televisiepersonalities. Na een jaar hield hij deze job weer voor bekeken. Ook zetelde hij één seizoen in de jury van het Eén-programma Steracteur Sterartiest. Vanaf september 2018 was hij managing director van House of Entertainment, een management-, marketing-, organisatie- en communicatiebedrijf. Hij bleef dit tot in april 2022. Sinds mei 2022 is hij opnieuw CEO van het boekingskantoor Stageplan.
In de herfst van 2020 bracht Savenberg voor het eerst in 23 jaar weer nieuwe muziek uit. Met de single Liefde van mijn leven stond hij dat najaar genoteerd in de Vlaamse Top 50. In 2021 volgden de singles Looove en Tranende loop. Ondertussen bereidde hij een nieuwe theatertournee voor. 
De try-out voor die tournee ging door op vrijdag 15 oktober 2021 in de Rock Lobster Antwerp. (De huiskamersessies in de Rock Lobster City Lodge)
Als belangrijkste muzikale invloeden noemt Savenberg Joe Jackson, Huey Lewis, Jackson Browne, Bruce Springsteen, Chris Rea, Zucchero en Frank Boeijen als zijn muzikale voorbeelden.

### Politiek
Bij de gemeenteraadsverkiezingen in 2018 was Savenberg kandidaat voor de Open Vld-lijst in Dilbeek. Hij raakte verkozen. Van oktober 2019 tot december 2024 was hij ook voorzitter van de lokale afdeling van de Open Vld in Dilbeek. In april 2022 nam hij ontslag als gemeenteraad om zich meer toe te leggen op zijn werk in de entertainmentsector. Hij bleef wel voorzitter van de lokale liberale afdeling in Dilbeek. Vanwege een verhuis naar Overijse kwam Savenberg er echter niet meer op in 2024. In Overijse stond hij voor de lokale verkiezingen van oktober 2024 op de TEAM 3090-lijst, maar hij raakte niet verkozen.
Bij de Vlaamse verkiezingen van 26 mei 2019 was Savenberg eerste opvolger op de Vlaams-Brabantse Open Vld-lijst. Nadat Gwendolyn Rutten op 8 november 2023 minister werd, volgde hij haar een week later op als Vlaams Parlementslid. Savenberg zetelde tot aan de Vlaamse verkiezingen van 9 juni 2024. Hij stond toen op de vierde plaats van de lijst, maar werd niet herkozen. Tijdens zijn korte periode in het Vlaams Parlement was hij actief in de commissies Onderwijs en Binnenlands Bestuur, Gelijke Kansen en Inburgering, alsook plaatsvervangend lid van de commissie Cultuur, Jeugd, Sport en Media.

## Discografie

### Albums met Clouseau
- Hoezo? (1989)
- Of zo... (1990)
- Live'91 (1991)
- Close encouters (1991)
- Doorgaan (1992)
- In every small town (1993)
- Oker (1995)

### Solo-albums
- Graag traag (1993)
- Vuur en vlam (1997)

### Hitsingles
| Single met eventuele hitnotering(en) in de Nederlandse Top 40 | Datum van verschijnen | Datum van binnenkomst | Hoogste positie | Aantal weken | Opmerkingen                                |
| ------------------------------------------------------------- | --------------------- | --------------------- | --------------- | ------------ | ------------------------------------------ |
| Breek de stilte                                               | 1991                  | 22-06-1991            | 31              | 3            | met Stef Bos / Nr. 33 in de Single Top 100 |

| Single met hitnotering(en) in de Vlaamse Ultratop 50 | Datum van verschijnen | Datum van binnenkomst | Hoogste positie | Aantal weken | Opmerkingen                               |
| ---------------------------------------------------- | --------------------- | --------------------- | --------------- | ------------ | ----------------------------------------- |
| Breek de stilte                                      | 1991                  | 04-05-1991            | 1               | 15           | met Stef Bos / Nr. 1 in de Vlaamse Top 10 |
| Vrijdag vandaag                                      | 1997                  | 22-02-1997            | tip6            | -            |                                           |
| Liefde van mijn leven                                | 2020                  | 10-10-2020            | tip32           | -            | Nr. 18 in de Vlaamse Top 50               |
| Looove                                               | 2021                  | 27-02-2021            | tip8            | -            | Nr. 11 in de Vlaamse Top 50               |

### Overige singles
- Kwaliteiten (Hou van mij) (1993, nr. 6 in de Vlaamse Top 10)
- Vuur en vlam (1997)
- Geen woorden voor (1997)
- Papa is the best (1997)
- Tranende loop (2021)